# Zollernia
Genre
Classification phylogénétique
Zollernia est un genre de plantes à fleurs dicotylédones de la famille des Fabaceae, sous-famille des Faboideae, originaire des régions tropicales d'Amérique du Sud, qui compte dix espèces acceptées.

## Liste d'espèces
Selon The Plant List (26 septembre 2018) :
- Zollernia glabra (Spreng.) Yakovlev
- Zollernia glaziovii Yakovlev
- Zollernia grandifolia Schery
- Zollernia ilicifolia (Brongn.) Vogel
- Zollernia kanukuensis Cowan
- Zollernia latifolia Benth.
- Zollernia magnifica A.M. Carvalho & Barneby
- Zollernia modesta A.M. Carvalho & Barneby
- Zollernia paraensis Huber
- Zollernia splendens Wied-Neuw. & Nees